# Ameba (matematyka)

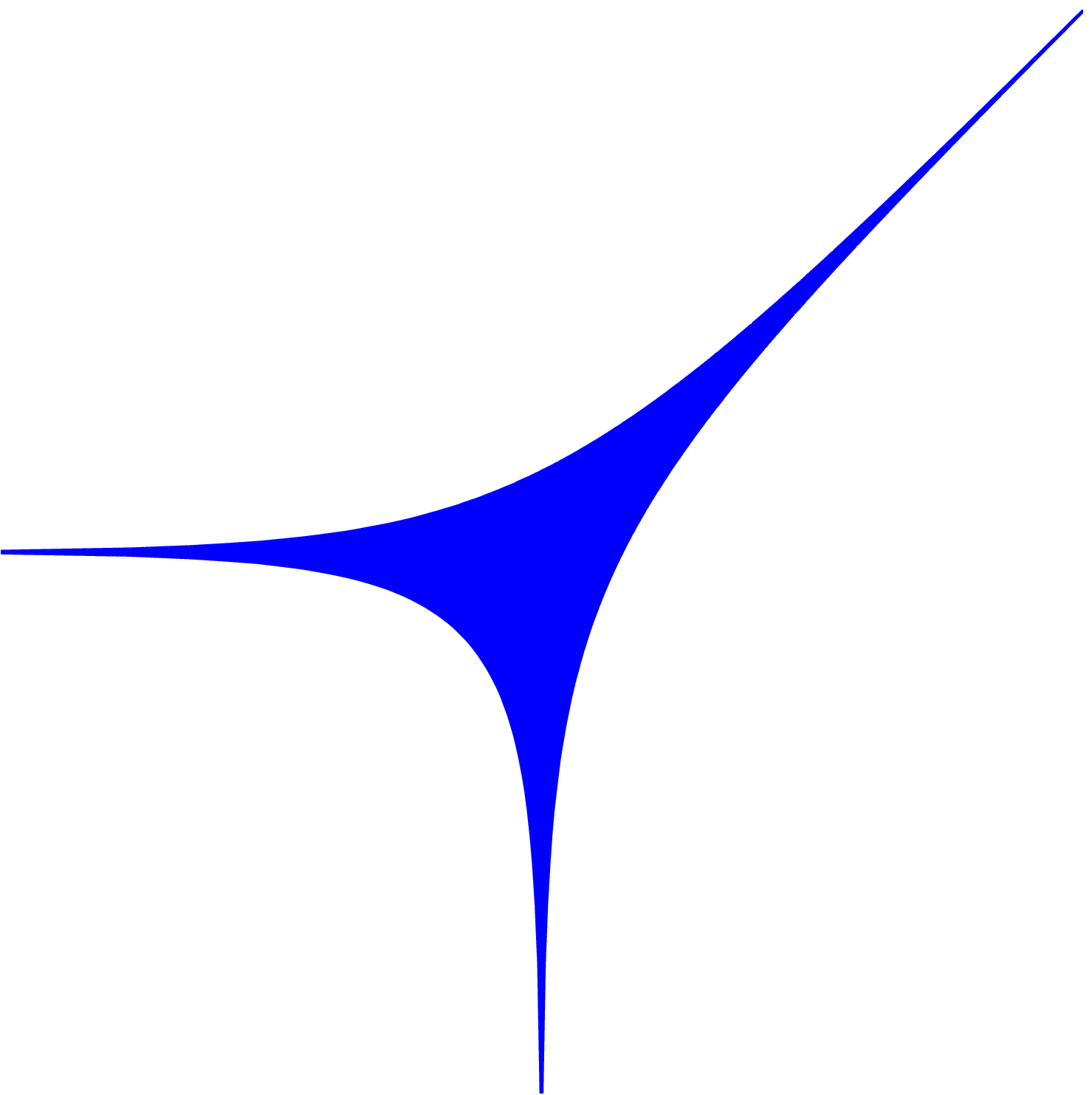
Ameba wielomianu

Ameba wielomianu
Wewnątrz ameby widoczna „wakuola”.

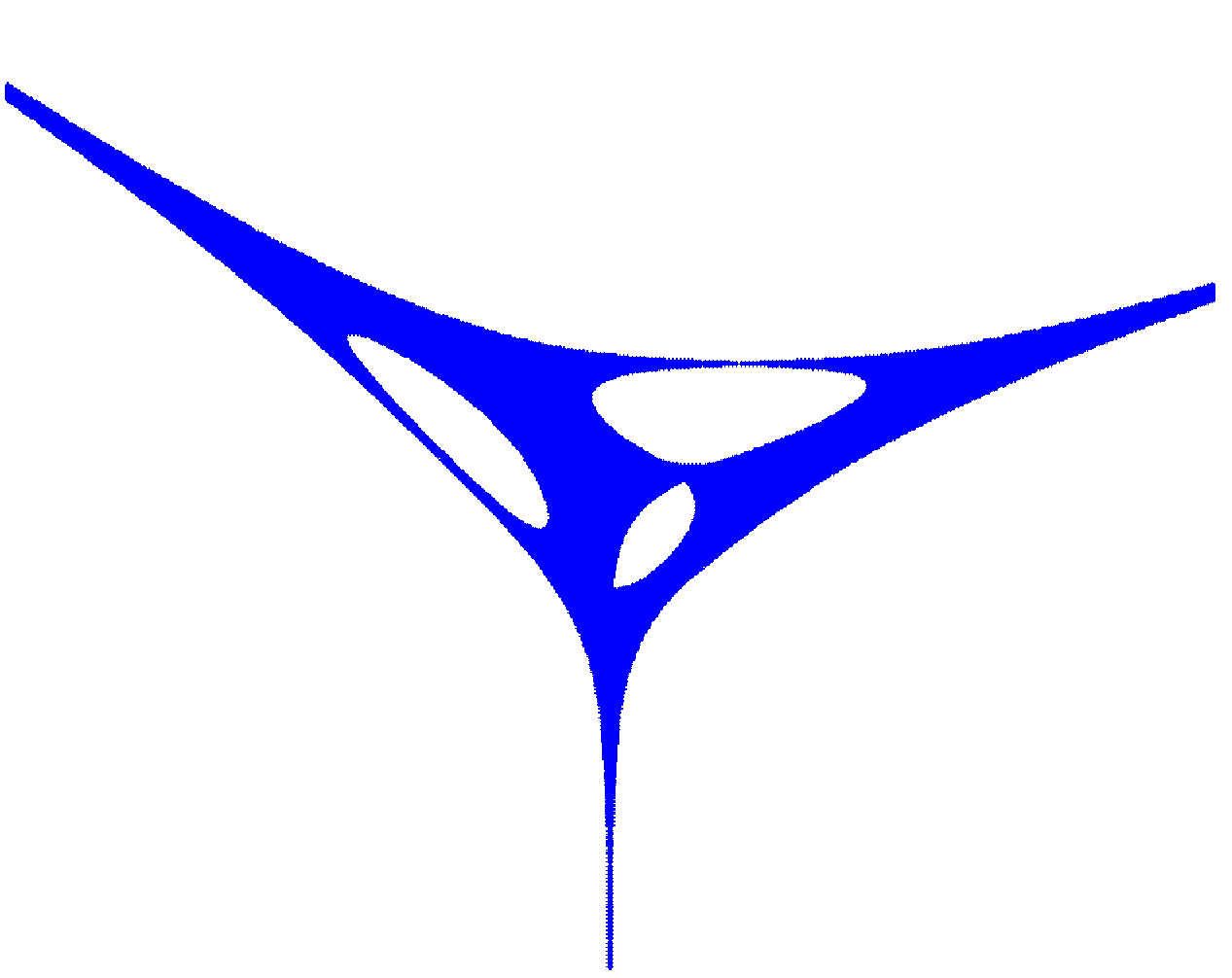
Ameba wielomianu

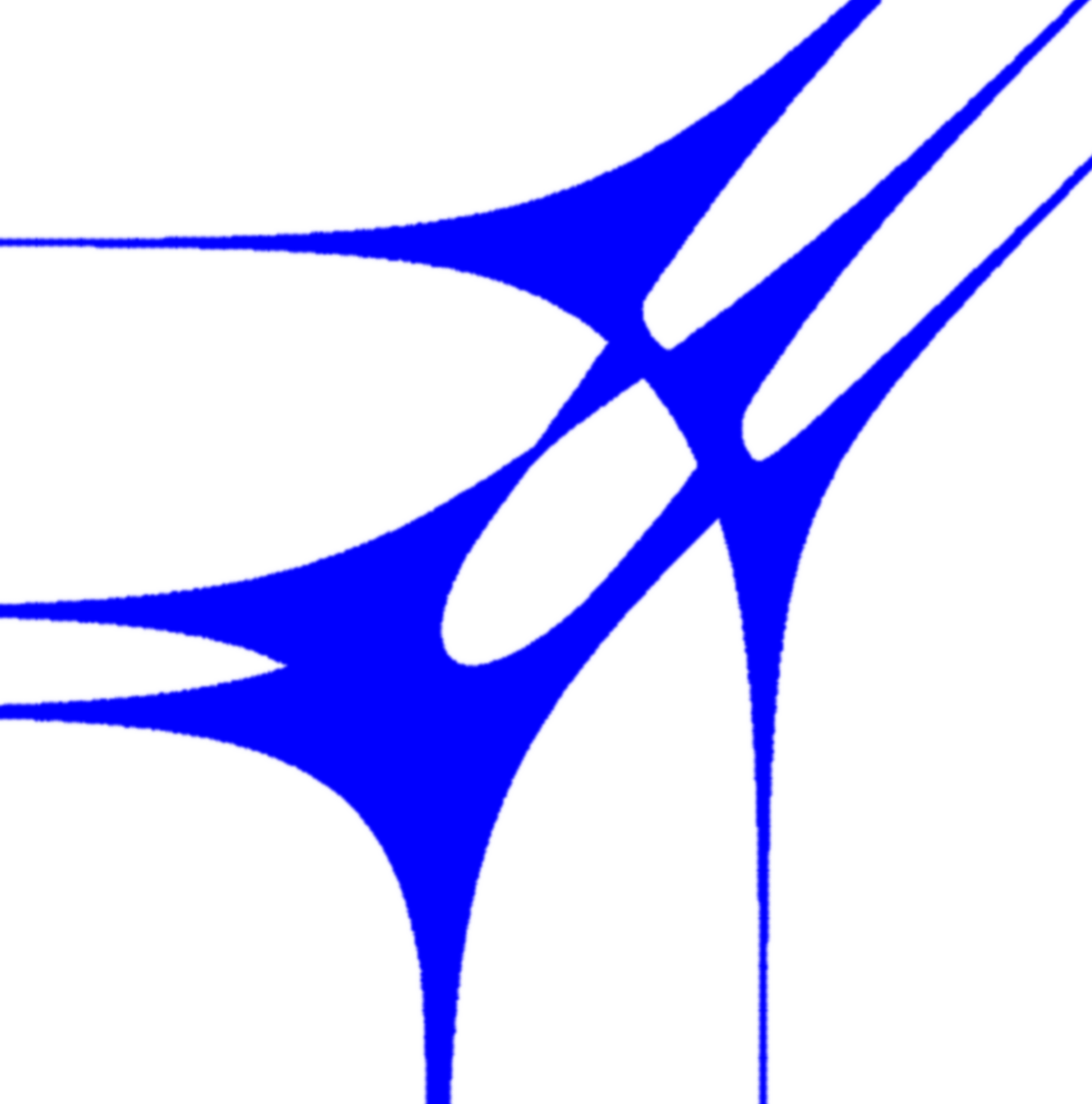
Ameba wielomianu

Ameba – zbiór związany z wielomianem jednej lub wielu zmiennych zespolonych. Ameby znajdują zastosowanie w geometrii algebraicznej.
Rozważmy funkcję:
{\displaystyle {\mbox{Log}}\colon \left(\mathbb {C} \backslash \{0\}\right)^{n}\to \mathbb {R} ^{n},\ {\mbox{Log}}(z_{1},z_{2},\dots ,z_{n})=(\ln |z_{1}|,\ln |z_{2}|,\dots ,\ln |z_{n}|)}
Niech {\displaystyle p(z)} będzie wielomianem {\displaystyle n} zmiennych zespolonych – jego pierwiastki są wektorami postaci {\displaystyle z=(z_{1},z_{2},\dots ,z_{n}).} Amebą wielomianu {\displaystyle p} nazywamy zbiór {\displaystyle {\mathcal {A}}_{p}{:}}
{\displaystyle {\mathcal {A}}_{p}=\left\{{\mbox{Log}}(z)\colon \,z\in \left(\mathbb {C} \backslash \{0\}\right)^{n},p(z)=0\right\}.}
Ameby zostały zdefiniowane w 1994 roku, w książce Gelfanda, Kapranowa, i Żełwińskiego.

## Własności
- Ameba jest zbiorem domkniętym.
- Ameba wielomianu dwu zmiennych zespolonych, różnego od wielomianu zerowego, jest miary dodatniej.